# Ichikawa Danjūrō I
Ichikawa Danjūrō I est un nom japonais traditionnel ; le nom de famille (ou le nom d'école), Ichikawa, précède donc le prénom (ou le nom d'artiste).
Ichikawa Danjūrō I (初代 市川 段十郎) Shodai Ichikawa Danjūrō) (1660–1704) est un ancien acteur kabuki du Japon. Il reste aujourd'hui l'un des plus célèbres de tous les acteurs kabuki et est considéré comme l'un des plus influents. Ses nombreuses influences comprennent la création du style de jeu aragoto, largement associé au kabuki d'Edo et à Danjūrō et ses successeurs de la lignée Ichikawa Danjūrō.
Comme beaucoup d'acteurs, Danjūrō s'essaye également à l'écriture théâtrale, ce qu'il fait sous le haimyō (nom de poésie) Mimasuya Hyōgo. « Mimasu » 三升 est le nom du mon de la famille Ichikawa ; de nombreux acteurs de la lignée Danjūrō utilisent depuis « Mimasu » ou « Sansho », lecture alternative des mêmes kanji, pour haimyō.

## Lignée
En tant que fondateur du plus ancien et prestigieux nom de scène du kabuki, Danjūrō I est l'ancêtre de très nombreux acteurs du monde du kabuki, certains d'entre eux très célèbres et accomplis eux-mêmes. Horikoshi Juzō, le père de Danjūrō, n'est pas engagé dans le monde du théâtre ; c'est un otokodate, quelque chose d'un bandit des rues, mais néanmoins un homme très intégré dans la culture populaire urbaine d'Edo mais pas dans le théâtre lui-même. Il peut avoir été un patron de divers types de spectacles, ainsi que du yoshiwara (industrie du sexe) qui lui est étroitement associé.
Les fils de Danjūrō I sont connus sous les noms Ichikawa Danjūrō II et Ichikawa Sen'ya. Ichikawa Ebizō III (quatrième Danjūrō) est son petit-fils et Ichikawa Danjūrō V son arrière-petit-fils. Ses arrière-arrière-petits-fils, ainsi que leurs fils et petits-fils sont acteurs kabuki de la famille Ichikawa. Danjūrō I a également un très grand nombre d'élèves.
Fervent disciple de Fudō Myōō, l'un des treize bouddhas du Japon, Danjūrō est le premier à se produire sous les traits de Fudō et fonde la guilde d'acteurs Naritaya, ainsi nommée d'après le temple Fudō Narita Fudōson.

## Carrière

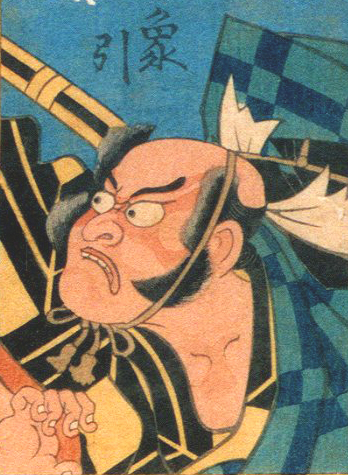
Ichikawa Danjūrō I dans le rôle de Zōhiki

Né à Edo (actuelle Tokyo), alors capitale du Japon, en 1660, il se produit sur scène pour la première fois à l'âge de 13 ans au Nakamura-za sous le nom Ichikawa Ebizō. Premier à porter le nom « Ebizō », il est ainsi l'ancêtre et le fondateur de cette prestigieuse lignée d'acteurs. En 1673, la représentation de Shitennō Ochigodachi dans laquelle il interprète Sakata Kintoki marque non seulement sa première performance mais aussi la première où est employé le maquillages rayé rouge et noir, maintenant appelé kumadori, et donc la naissante du style aragoto.
Deux ans plus tard il prend le nom Danjūrō et joue dans la première pièce kabuki dérivée du Soga monogatari (« Conte des frères Soga »). La célèbre estampe d'acteur visible en haut à droite, bien que créée pour une représentation de 1697, montre Danjūrō dans le même rôle, celui de Soga Gorō. Dramaturge autant qu'acteur, Danjūrō produit un certain nombre d'œuvres, dont plusieurs sont des formes précoces de pièces très populaires plus tard au cours de l'époque d'Edo et encore jouées aujourd'hui, mais qui ont subi de grands changements au cours des siècles. Deux de ces pièces sont Narukami, écrite et créée en 1684, et Shibaraku en 1697.
L'ère Genroku marque le pic de l'extravagance et de l'hédonisme de l'époque d'Edo. Danjūrō est alors l'un des acteurs les plus populaires d'Edo avec Nakamura Shichisaburō I et Nakamura Denkurō I. La première représentation du style aragoto à Kyoto est celle de Genji Musha Homare no Seiriki en 1694. L'année suivante, Danjūrō est mentionné dans le hyōbanki d'Edo, populaire publication classant les acteurs et les représentations, en tant que jō-jō-kichi 上々吉, « très-très-excellent ») et son salaire annuel atteint 500 ryō.
Au cours de sa carrière, Danjūrō écrit et joue dans un grand nombre de pièces de théâtre. Contrairement à de nombreux acteurs ultérieurs, il n'est pas particulièrement fidèle à un quelconque théâtre et passe à plusieurs reprises de l'un à l'autre. Il joue également aux côtés de son fils, Ichikawa Kuzō, qui plus tard reprend le nom de son père pour devenir Ichikawa Danjūrō II. Danjūrō passe pour avoir également été le premier acteur kabuki à composer des haïku et à prendre un nom de poésie (haimyō).
Le 19 février 1704, alors qu'il est sur scène au Ichimura-za, Danjūrō est poignardé et tué par l'acteur Ikushima Hanroku.

## Voir aussi

Mon (emblème) de la famille Ichikawa

## Source de la traduction
- (en) Cet article est partiellement ou en totalité issu de l’article de Wikipédia en anglais intitulé « Ichikawa Danjūrō I » (voir la liste des auteurs).